# Garden Party (2017)
Garden Party é um filme em curta-metragem animado francês de 2017 dirigido e escrito por Gabriel Grapperon, Florian Babikian, Victor Caire, Vincent Bayoux, Théophile Dufresne e Lucas Navarro. Resultado de um trabalho de conclusão de curso, foi apresentado e conquistou prêmios em diversos festivais, como Festival Internacional de Curta-Metragem de Clermont-Ferrand, SIGGRAPH e Festival de Cinema de Nashville.